# Manuel Negrete
Manuel Manolo Negrete Arias (ur. 11 marca 1959 w Ciudad Altamirano) – meksykański piłkarz występujący na pozycji pomocnika.

## Kariera klubowa
Negrete zawodową karierę rozpoczynał w 1979 roku w klubie UNAM Pumas z Primera División. W 1980 roku wygrał z nim rozgrywki Pucharze Mistrzów CONCACAF. W 1981 roku zdobył z zespołem mistrzostwo Meksyku oraz Copa Interamericana. W 1982 roku ponownie zwyciężył z nim w Pucharze Mistrzów CONCACAF. W ciągu siedmiu sezonów w barwach UNAM Negrete rozegrał 215 spotkań i zdobył 53 bramki.
W 1986 roku odszedł do portugalskiego zespołu Sporting CP. Na początku 1987 roku został graczem hiszpańskiej Sportingu Gijón. W sezonie 1986/1987 zajął z nim 4. miejsce w Primera División. Latem 1987 roku powrócił do UNAM Pumas. W 1989 roku wygrał z nim Puchar Mistrzów CONCACAF.
W 1990 roku Negrete przeszedł do CF Monterrey. W 1991 roku zdobył z klubem Puchar Meksyku. W tym samym roku wrócił do UNAM Pumas, gdzie spędził kolejny rok. Jego następną drużyną było Atlante, z którym w 1993 roku został mistrzem Meksyku. Potem występował w Toros Neza, CF Acapulco oraz ponownie w Atlante, gdzie w 1996 roku zakończył karierę.

## Kariera reprezentacyjna
W reprezentacji Meksyku Negrete zadebiutował 23 czerwca 1981 roku w przegranym 1:3 towarzyskim meczu z Hiszpanią. W 1986 roku został powołany do kadry na Mistrzostwa Świata. Zagrał na nich w pojedynkach z Belgią (2:1), Paragwajem (1:1), Irakiem (1:0), Bułgarią (2:0) oraz RFN (0:0, 1:4 po rzutach karnych). W meczu z Bułgarią strzelił także gola. Z tamtego turnieju Meksyk odpadł w ćwierćfinale. W latach 1981–1990 w drużynie narodowej Negrete rozegrał w sumie 54 spotkania i zdobył 12 bramek.